# Замутов
Замутов (словац. Zámutov) — село и одноимённая община в районе Вранов-над-Топлёу Прешовского края Словакии. В письменных источниках начинает упоминаться с 1402 года.

## География
Село расположено в южной части края, на восточных склонах Сланских гор, при автодороге 3614. Абсолютная высота — 266 метров над уровнем моря. Площадь муниципалитета составляет 41,43 км².

## Население
| Год:                | 1994 | 2004     | 2014     | 2024    |
| ------------------- | ---- | -------- | -------- | ------- |
| Количество человек: | 2451 | 2784     | 3116     | 3405    |
| Разница:            |      | +13,58 % | +11,92 % | +9,27 % |

По данным последней официальной переписи 2011 года, численность населения Замутова составляла 3009 человек.